# وليام والاس بارون
وليام والاس بارون (بالإنجليزية: Wally Barron) (و. 1911 – 2002 م) هو محام، وسياسي من الولايات المتحدة الأمريكية ولد في إلكينز.
وهو عضو في الحزب الديمقراطي الأمريكي .